# Круэлла (фильм)
«Круэлла» (англ. Cruella) — американский криминально-комедийный фильм 2021 года режиссёра Крэйга Гиллеспи по сценарию Даны Фокс и Тони Макнамары, посвящённый персонажу Круэлле Де Виль из романа Доди Смит «101 далматинец» (1956). Третья киноадаптация во франшизе «101 далматинец», являющаяся перезапуском истории происхождения героини. Главную роль исполнила Эмма Стоун, также в фильме снялись Эмма Томпсон, Джоэл Фрай, Пол Уолтер Хаузер, Эмили Бичем, Кирби Хауэлл-Батист и Марк Стронг.
Мировая премьера фильма состоялась в Лос-Анджелесе 18 мая 2021 года, став первым крупным мероприятием с красной дорожкой с начала пандемии COVID-19. Фильм вышел в прокат США 28 мая 2021 года одновременно в кинотеатрах и на Disney+ за дополнительную плату, в России — 3 июня. Лента была удостоена в основном положительных отзывов от кинокритиков, которые похвалили режиссуру Гиллеспи, актёрскую игру (особенно Стоун, Томпсон и Хаузера), дизайн костюмов и саундтрек, но неоднозначно оценили сценарий. Фильм удостоен премии «Оскар» за лучший дизайн костюмов, а также получил номинацию за лучший грим. Продолжение «Круэллы» находится в разработке.

## Сюжет
Действие начинается в 1964 году в Англии. Эстелла Миллер — творческая девочка с талантом к моде, но склонная к жестокости. Мать Эстеллы, Кэтрин, из-за бунтарского характера дочери забирает её из школы и планирует переехать в Лондон. По дороге туда она останавливается на вечеринке высшего света, чтобы попросить финансовой помощи. Эстелла, несмотря на просьбу матери оставаться в машине, пробирается на вечеринку и непреднамеренно привлекает внимание трёх свирепых далматинцев. Они преследуют её, а затем сталкивают Кэтрин с балкона утёса, и она разбивается насмерть. Осиротевшая Эстелла отправляется в Лондон и заводит дружбу с двумя уличными мальчишками Джаспером и Хорасом.
Десять лет спустя Эстелла занимается воровством и мошенничеством вместе с Джаспером и Хорасом, в то же время продолжая развивать свои навыки модельера. На день рождения Джаспер и Хорас устраивают её уборщицей в универмаг «Либерти». Однажды пьяная Эстелла переделывает одну из витрин, что приводит в гнев хозяев, однако Баронесса фон Хеллман — известный и авторитарный дизайнер высокой моды — впечатляется этим, и предлагает ей работу у себя. Героиня завоёвывает доверие Баронессы, однако вскоре обнаруживает, что её босс носит кулон, который когда-то принадлежал матери Эстеллы. Баронесса утверждает, что его ранее украл один из служащих, после чего Эстелла просит Джаспера и Хораса вернуть кулон во время предстоящей вечеринки фон Хеллман.
Чтобы скрыть свою личность, Эстелла создаёт себе альтер эго под именем «Круэлла» и посещает вечеринку Баронессы. Вместе с Джаспером и Хорасом она пытается сорвать мероприятие. Во время суматохи ей удаётся украсть кулон у Баронессы, однако та замечает это и использует свисток для управления своими далматинцами, и Эстелла понимает, что она таким же образом приказала собакам убить Кэтрин. В образовавшейся панике один из далматинцев проглатывает кулон.
Стремясь отомстить и вернуть кулон, Эстелла похищает далматинцев Баронессы. Затем она начинает насмехаться над Баронессой, появляясь на её собраниях и превознося себя как Круэллу в ярких нарядах, разработанных с помощью Арти, владельца магазина винтажной одежды. Её выходки получают огласку благодаря подруге детства Аните Дарлинг, обозревателю светской хроники. Высокомерное поведение Круэллы всё больше злит Джаспера и Хораса, а также Баронессу, которая увольняет своего адвоката Роджера за то, что он не смог её остановить.
Эстелла саботирует показ весенней коллекции фон Хеллман и устраивает своё собственное шоу в Риджентс-парке. Баронесса понимает, что Эстелла и Круэлла — один и тот же человек. Вернувшись домой, Эстелла обнаруживает Баронессу и пленённых Джаспера с Хорасом. Она связывает Эстеллу и поджигает дом, оставляя её умирать в огне, а Джаспера и Хораса сдаёт полиции. Девушку спасает Джон, камердинер Баронессы. Он показывает ей, что кулон является ключом к шкатулке, содержащей записи о рождении Эстеллы. Она узнаёт, что Баронесса — её биологическая мать, приказавшая Джону убить Эстеллу в младенчестве, чтобы она могла сосредоточиться исключительно на своей карьере и сохранить наследство покойного мужа. Вместо этого Джон отдал её Кэтрин, одной из служанок Баронессы, которая тайно воспитывала девочку.
Круэлла вызволяет Джаспера и Хораса из тюрьмы, рассказав им всю правду, после чего нанимает их и Арти для своего финального плана. Они прокрадываются на благотворительный вечер фон Хеллман, где Круэлла (одетая как Эстелла) встречает Баронессу на балконе у скалы и раскрывает, что является её брошенной дочерью. Баронесса притворно раскаивается в содеянном, обнимает Эстеллу и сталкивает с балкона, что видят вышедшие на улицу её гости. Эстелла переживает падение с помощью встроенного в юбку парашюта. Баронессу арестовывают, и героиня, навсегда приняв имя Круэлла Де Виль и свой новый облик, как законный биологический наследник получает в собственность Хеллман-Холл (сокращая его до Хелл-Холла).
В сцене между титрами Круэлла доставляет двух щенков далматинца, Понго и Пэдди, Роджеру и Аните соответственно. Теперь, работая автором песен, Роджер начинает сочинять песню «Cruella de Vil».

## В ролях
| Актёр                   | Роль |
| ----------------------- | --- |
| Эмма Стоун              | Эстелла Миллер / Круэлла Де Виль                                                                                     |
| Эмма Томпсон            | Баронесса фон Хеллман родная мать Круэллы, глава престижного Лондонского дома моды и известный дизайнер высокой моды |
| Джоэл Фрай              | Джаспер вор, друг и помощник Круэллы                                                                                 |
| Пол Уолтер Хаузер       | Хорас вор, друг и помощник Круэллы                                                                                   |
| Джон Маккри             | Арти владелец магазина винтажной одежды                                                                              |
| Эмили Бичем             | Кэтрин приёмная мать Круэллы                                                                                         |
| Марк Стронг             | Джон слуга Баронессы                                                                                                 |
| Кирби Хауэлл-Батист     | Анита Дарлинг подруга Круэллы, будущая жена Роджера и будущая владелица 101 далматинца                               |
| Кайван Новак            | Роджер адвокат Баронессы, будущий муж Аниты и будущий владелец 101 далматинца                                        |
| Джейми Деметриу         | Джеральд конторщик Либерти, первый начальник Круэллы                                                                 |
| Эндрю Люн               | Джеффри помощник Баронессы                                                                                           |
| Типпер Сайферт-Кливлэнд | Эстелла в 12 лет |
| Зигги Гарднер           | Джаспер в 12 лет |
| Джозеф Макдональд       | Хорас в 12 лет |

## Производство

### Разработка
В 2013 году был анонсирован фильм «Круэлла Де Виль» с живыми актёрами. Эндрю Ганн был нанят для производства фильма, Гленн Клоуз (которая ранее играла персонажа в экранизации 1996 года и его продолжении) выступила в качестве исполнительного продюсера, а Келли Марсел переделала сценарий, первоначально написанный Алин Брош Маккенной. В августе 2016 года Джез Баттеруорт был приглашён в проект для переписывания предыдущего сценария.
В ноябре 2016 года сообщалось, что Disney назначили Алекса Тимберса режиссёром, а Марк Платт присоединился к фильму в качестве продюсера. Однако в декабре 2018 года выяснилось, что Тимберс покинул проект из-за конфликтов в расписании, и режиссёром фильма стал Крейг Гиллеспи. В мае 2019 года Тони Макнамара и Дана Фокс были наняты для написания последней версии сценария.

### Кастинг
6 января 2016 года стало известно, что Эмма Стоун сыграет Круэллу Де Виль. В мае 2019 года Эмма Томпсон присоединилась к актёрскому составу в роли Баронессы. Николь Кидман, Шарлиз Терон, Джулианна Мур и Деми Мур также рассматривались на эту роль, в то время как персонажа Роджера Дирли мог сыграть Дев Патель. Пол Уолтер Хаузер и Джоэл Фрай были добавлены в последующие месяцы на роли Хораса и Джаспера, приспешников Круэллы. В сентябре 2019 года было объявлено, что Марк Стронг, Эмили Бичем и Кирби Хауэлл-Батист сыграют Джона, Кэтрин и Аниту соответственно.

### Съёмки
24 августа 2019 года, во время выставки D23 Expo, было сообщено о начале съёмок фильма. Также на мероприятии было представлено первое официальное изображение из фильма с Эммой Стоун в роли Круэллы Де Виль с тремя далматинцами. Съёмки завершились 26 ноября 2019 года.

## Саундтрек
31 марта 2021 года было объявлено, что Николас Брителл был нанят для написания музыки к фильму. Альбом с партитурой был выпущен 21 мая 2021 года на лейбле Walt Disney Records.
В тот же день был выпущен отдельный альбом саундтреков к фильму, в который, как и в предыдущий, вошёл трек «Call Me Cruella», записанный британской группой Florence and the Machine специально для фильма. Также создателями фильма был выпущен ролик о разработке саундтрека картины. Из него стало известно, что в фильме прозвучат отрывки из песен The Beatles, The Rolling Stones, Нэнси Синатры,  The Doors, Queen, Deep Purple, Дэвида Боуи, Дорис Дей, Тины Тёрнер, Нины Симон, The Animals, Джуди Гарленд, Supertramp, Bee Gees, The Clash, Black Sabbath, Electric Light Orchestra.

## Прокат
Дата выхода фильма была назначена на 28 мая 2021 года. Выход фильма планировался на 23 декабря 2020 года, но впоследствии был перенесён. В российский прокат фильм вышел 3 июня 2021 года.
Кассовые сборы «Круэллы» в домашнем прокате составили $86,1 млн, в международном прокате – $147,4 млн. Общие сборы картины составляют $233,5 млн.

## Реакция
На агрегаторе рецензий Rotten Tomatoes «рейтинг свежести» фильма составляет 75 % на основе 408 отзывов со средней оценкой 6,8/10. Консенсус критиков гласит: «„Круэлла“, конечно, не может полностью объяснить необходимость истории становления злодейки, но всякий раз, когда две главные героини вступают в борьбу, фильм превращается в визуальный пир, за которым ужасно забавно наблюдать». На сайте Metacritic средневзвешенная оценка ленты составляет 59 баллов из 100 на основе 56 отзывов, что означает «смешанные или средние отзывы».
Более 5 тыс. зрителей на Rotten Tomatoes поставили фильму «рейтинг свежести» в 93 % со средней оценкой 4,5/5. Их консенсус гласит: «Ослепительные костюмы, потрясающий саундтрек и дуэт невероятных актрис Эммы Стоун и Эммы Томпсон — всё это помогает „Круэлле“ показать классическую злодейку в новом свете». По данным CinemaScore зрители дали фильму оценку «А» по шкале от А+ до F.
Российские интернет-издания о кинематографе поставили фильму оценки выше среднего. Так, Алексей Ионов («Mirf.ru») считает, что «это отвязный, стильный, драйвовый фильм с потрясающими актёрами, ударным саундтреком и поражающей воображение картинкой, который совершенно в новом свете выставляет одну из культовых диснеевских злодеек». Линар Гимашев («Pluggedin.ru») полагает, что это «кино, на котором можно хорошо отдохнуть, так как оно достаточно яркое и громкое (в хорошем смысле, так как саундтрек хорош), однако оно совершенно ничем не цепляет».

## Награды и номинации
| Награда                                              | Дата вручения   | Категория                                                          | Номинанты и получатели                                                            | Результат    | П.     |
| ---------------------------------------------------- | --------------- | ------------------------------------------------------------------ | --------------------------------------------------------------------------------- | ------------ | ------ |
| Ассоциация голливудских критиков — Mid-season Awards | 1 июля 2021     | Лучший фильм                                                       | «Круэлла»                                                                         | Номинация    | [ 37 ] |
| Ассоциация голливудских критиков — Mid-season Awards | 1 июля 2021     | Лучшая женская роль                                                | Эмма Стоун                                                                        | Номинация    | [ 37 ] |
| Ассоциация голливудских критиков — Mid-season Awards | 1 июля 2021     | Лучшая женская роль второго плана                                  | Эмма Томпсон                                                                      | Победа       | [ 37 ] |
| Ассоциация голливудских критиков — Mid-season Awards | 1 июля 2021     | Лучшая мужская роль второго плана                                  | Пол Уолтер Хаузер                                                                 | Номинация    | [ 37 ] |
| Ассоциация голливудских критиков — Mid-season Awards | 1 июля 2021     | Лучший сценарий                                                    | Тони Макнамара и Дана Фокс                                                        | Номинация    | [ 37 ] |
| Премия World Soundtrack Awards                       | 23 октября 2021 | Лучшая оригинальная песня                                          | Николас Брителл, Флоренс Уэлч, Джордан Пауэрс и Таура Стинсон — «Call Me Cruella» | Победа       | [ 38 ] |
| Премия Sunset Circle Awards                          | 3 декабря 2021  | Лучший семейный фильм                                              | «Круэлла»                                                                         | Номинация    | [ 39 ] |
| People's Choice Awards                               | 8 декабря 2021  | Драматический фильм года                                           | «Круэлла»                                                                         | Победа       | [ 40 ] |
| People's Choice Awards                               | 8 декабря 2021  | Драматическая роль года                                            | Эмма Стоун                                                                        | Номинация    | [ 40 ] |
| Премия совета кинокритиков Лас-Вегаса                | 13 декабря 2021 | Лучший дизайн костюмов                                             | Дженни Беван                                                                      | Победа       | [ 41 ] |
| Ассоциация кинокритиков Чикаго                       | 15 декабря 2021 | Лучший дизайн костюмов                                             | Дженни Беван                                                                      | Номинация    | [ 42 ] |
| Ассоциация кинокритиков Сент-Луиса                   | 19 декабря 2021 | Лучший дизайн костюмов                                             | Дженни Беван                                                                      | Победа       | [ 43 ] |
| Ассоциация кинокритиков Сент-Луиса                   | 19 декабря 2021 | Лучший саундтрек                                                   | «Круэлла»                                                                         | Победа       | [ 43 ] |
| Премия общества кинокритиков Северной Каролины       | 5 января 2022   | Лучший дизайн костюмов                                             | Дженни Беван                                                                      | Номинация    | [ 44 ] |
| Премия общества кинокритиков Северной Каролины       | 5 января 2022   | Лучший грим и прически                                             | Кэролайн Кузинс и Надя Стейси                                                     | Победа       | [ 44 ] |
| Премия общества независимых кинокритиков Чикаго      | 8 января 2022   | Лучший дизайн костюмов                                             | Дженни Беван                                                                      | Победа       | [ 45 ] |
| Премия общества независимых кинокритиков Чикаго      | 8 января 2022   | Лучший грим и прически                                             | Кэролайн Кузинс и Надя Стейси                                                     | Номинация    | [ 45 ] |
| Премия «Золотой глобус»                              | 9 января 2022   | Лучшая женская роль — комедия или мюзикл                           | Эмма Стоун                                                                        | Номинация    | [ 46 ] |
| Премия общества кинокритиков Сан-Диего               | 10 января 2022  | Лучший дизайн костюмов                                             | Дженни Беван                                                                      | Победа       | [ 47 ] |
| Премия общества кинокритиков Сан-Диего               | 10 января 2022  | Лучшее использование музыки                                        | «Круэлла»                                                                         | Номинация    | [ 47 ] |
| Премия международных критиков Пандоры                | 16 января 2022  | Лучший дизайн костюмов                                             | Дженни Беван                                                                      | Победа       | [ 48 ] |
| Премия международных критиков Пандоры                | 16 января 2022  | Лучший грим и прически                                             | Кэролайн Кузинс и Надя Стейси                                                     | Победа       | [ 48 ] |
| Премия общества кинокритиков Северной Дакоты         | 17 января 2022  | Лучший дизайн костюмов                                             | Дженни Беван                                                                      | Победа       | [ 49 ] |
| Премия общества кинокритиков Северной Дакоты         | 17 января 2022  | Лучший грим и прически                                             | Кэролайн Кузинс и Надя Стейси                                                     | Номинация    | [ 49 ] |
| Премия общества кинокритиков Сиэтла                  | 17 января 2022  | Лучший дизайн костюмов                                             | Дженни Беван                                                                      | Номинация    | [ 50 ] |
| Премия общества онлайн-кинокритиков                  | 25 января 2022  | Лучший дизайн костюмов                                             | Дженни Беван                                                                      | Номинация    | [ 51 ] |
| Премия Лондонского кружка кинокритиков               | 6 февраля 2022  | Награда за технические достижения (лучшие костюмы)                 | Дженни Беван                                                                      | Номинация    | [ 52 ] |
| Премия Гильдии гримеров и стилистов                  | 19 февраля 2022 | Лучший грим в историческом фильме и/или грим для персонажа         | Надя Стейси, Наоми Донн и Гай Коммон                                              | Победа       | [ 53 ] |
| Премия Гильдии гримеров и стилистов                  | 19 февраля 2022 | Лучшие прически в историческом фильме и/или прически для персонажа | Надя Стейси, Наоми Донн и Джулия Вернон                                           | Номинация    | [ 53 ] |
| Ассоциация голливудских критиков                     | 26 февраля 2022 | Лучший дизайн костюмов                                             | Дженни Беван                                                                      | Победа       | [ 54 ] |
| Ассоциация голливудских критиков                     | 26 февраля 2022 | Лучший грим и прически                                             | Кэролайн Кузинс и Надя Стейси                                                     | Номинация    | [ 54 ] |
| Премия Гильдии художников-постановщиков США          | 5 марта 2022    | Лучшая работа художника-постановщика в фэнтези-фильме              | Фиона Кромби                                                                      | Номинация    | [ 55 ] |
| Американская ассоциация монтажёров                   | 5 марта 2022    | Лучший монтаж в комедийном / музыкальном фильме                    | Татьяна С. Ригел                                                                  | Номинация    | [ 56 ] |
| Премия альянса кинокритиков Миннесоты                | 8 марта 2022    | Лучший дизайн костюмов, грим и прически                            | «Круэлла»                                                                         | Второе место | [ 57 ] |
| Премия Гильдии художников по костюмам                | 9 марта 2022    | Лучший дизайн костюмов в историческом фильме                       | Дженни Беван                                                                      | Победа       | [ 58 ] |
| Премия BAFTA                                         | 13 марта 2022   | Лучший дизайн костюмов                                             | Дженни Беван                                                                      | Победа       | [ 59 ] |
| Премия BAFTA                                         | 13 марта 2022   | Лучший грим и прически                                             | Надя Стейси и Наоми Донн                                                          | Номинация    | [ 59 ] |
| Премия «Выбор критиков»                              | 13 марта 2022   | Лучший дизайн костюмов                                             | Дженни Беван                                                                      | Победа       | [ 60 ] |
| Премия «Выбор критиков»                              | 13 марта 2022   | Лучший грим и прически                                             | Кэролайн Кузинс и Надя Стейси                                                     | Номинация    | [ 60 ] |
| Премия «Оскар»                                       | 27 марта 2022   | Лучший дизайн костюмов                                             | Дженни Беван                                                                      | Победа       | [ 61 ] |
| Премия «Оскар»                                       | 27 марта 2022   | Лучший грим и причёски                                             | Надя Стейси, Наоми Донн и Джулия Вернон                                           | Номинация    | [ 61 ] |
| Премия «Грэмми»                                      | 3 апреля 2022   | Лучший саундтрек для визуальных медиа                              | «Круэлла»                                                                         | Номинация    | [ 62 ] |

## Сиквел
В мае 2021 года Эммы Стоун и Томпсон заявили, что они хотели бы снять второй фильм «Круэлла» в стиле «Крёстного отца 2», который будет одновременно продолжением и приквелом. 4 июня 2021 года Disney объявила, что продолжение официально находится на ранней стадии разработки, и ожидается, что Гиллеспи и Макнамара вернутся в качестве режиссёра и сценариста соответственно. В августе 2021 года Стоун подписала контракт на участие в сиквеле.